# Viktorija Listunova
Viktorija Listunova (in russo Виктория Викторовна Листунова?; Mosca, 12 maggio 2005) è una ginnasta russa, campionessa olimpica con la squadra alle Olimpiadi di Tokyo 2020.
È stata inoltre la campionessa mondiale junior del 2019, nonché campionessa europea del concorso individuale nel 2021.

## Carriera senior

### 2021: Carriera Senior
La Listunova debutta a livello senior ai Campionati Nazionali nel mese di Marzo. Diviene campionessa nazionale con la squadra, nel concorso generale ed alla trave. Inoltre, vince la medaglia d'argento al volteggio, alle parallele ed al corpo libero. Viene scelta per gareggiare ai Campionati Europei di Basilea, Svizzera. Diventa campionessa europea nel concorso generale. Si qualifica anche per la finale al corpo libero, ma cade sul triplo avvitamento e si classifica settima. 
A giugno viene scelta per rappresentare la Russia ai Giochi Olimpici, insieme a Lilija Achaimova, Angelina Mel'nikova e Vladislava Urazova.
Il 25 luglio prende parte alle Qualifiche, tramite le quali il Comitato Olimpico Russo (ROC) accede alla finale a squadre al primo posto, mentre individualmente  si qualifica al sesto posto per la finale all-around (non accedendo però alla finale a causa della regola del passaporto) al sesto per la finale al corpo libero.
Il 27 luglio il ROC vince la medaglia d'oro nella finale a squadre, interrompendo il dominio degli Stati Uniti, che erano imbattuti dal 2010.
Il 2 agosto partecipa alla finale al corpo libero, dove termina all'ottavo posto a causa di una caduta.